# أنوين موستون
أنوين دون موستون (بالإنجليزية: Anwen Dawn Muston)‏ سياسية في حزب العمال التي انتخبت لمجلس مدينة ولفرهامبتون في انتخابات عام 2016 وتمثل جناح الحديقة الشرقية في المدينة. انتخابات عام 2016 كانت محاولتها الثالثة للحصول على منصب منتخب وكانت قد وقفت في السابق دون جدوى للانتخابات في جناح بين في المدينة في عامي 2014 و2015.
انضمت موستون إلى القوات المسلحة البريطانية في عمر السابعة عشر وقضت 25 عاما مع فوج ستافوردشاير حيث أصبحت مطلقة بندقية ورقيت إلى منصب رقيب. خلال فترة عملها مع الجيش قامت بعدد من الأدوار والمناصب بما في ذلك تقديم المشورة بشأن الهجمات الحربية الكيميائية والإشراف على الحصص الغذائية وإدارة الممتلكات. كما شاركت في حرب الخليج الثانية من 1990 إلى 1991 وحصلت على وسام تحرير الكويت ووسام حرب الخليج. غادرت موستون الجيش في عام 1996.
على الرغم من أن موستون قالت أنها «شعرت بأنها مختلفة اعتبارا من سن الثامنة أو التاسعة فصاعدا» إلا أنها لم تبدأ في الشعور بالراحة إزاء إمكانية كونها امرأة متحولة جنسيا حتى بعد مغادرة الجيش ولم تفصح علنا عن ميولها المثلية حتى عام 2007. بدأت في الاهتمام بالسياسة بعد أن تم تسريحها وعملت كعضوة في المجلس كما ترأست قضايا النوع الاجتماعي وهي جمعية خيرية تدعم الوعي بالمسائل الجنسانية ومقرها في كومبتون بوست ميدلاندز فضلا عن نائب رئيس المندوبين والمثليين ومزدوجي الميل الجنسي ومغايري الهوية الجنسانية في وولفرهامبتون. كما أنها كانت إدارية في حملة العمل من أجل حقوق المثليات والمثليين ومزدوجي الميل الجنسي ومغايري الهوية الجنسانية.
في دورها مع حملة العمل من أجل حقوق المثليات والمثليين ومزدوجي الميل الجنسي ومغايري الهوية الجنسانية حضرت موستون حفل استقبال تاريخ المثليين الشهري في مجلس العموم في فبراير 2015 حيث تم التعامل مع النساء العابرة باسم «السير» من قبل أعضاء من موظفي الأمن. بعد ذلك تم عرض الحادث على سلطات وستمنستر من قبل النائبة العمالية كيري ماكارثي التي أثارت المسألة في مجلس النواب. كان الموظفون استخدموا من قبل شرطة العاصمة وقال جون ثورسو الوزير الذي يتكلم باسم سلطات وستمنستر أن المسألة قد أحيلت إلى ميت: «لقد أخذنا هذا الأمر بجدية بالغة وقد أوضحنا مدى خطورة أخذها».
تم اختيار موستون كمرشحة عن حزب العمال لجناح إيست بارك في فبراير 2016 بعد إلغاء اختيار شاغل الوظيفة السابق بايال بيدي.